# V/H/S (franquicia)
V/H/S es una franquicia estadounidense de películas de antología de terror que incluye siete películas de metraje encontrado, dos películas derivadas y una miniserie. Creada a partir de una idea original de Brad Miska, la trama se centra en una serie de perturbadoras cintas VHS que son descubiertas por espectadores inocentes y la influencia posesiva de los videos sobre aquellos que los ven. Realizadas en colaboración con varios cineastas y diferentes repartos, las entregas son en su mayoría independientes en su naturaleza; aunque elementos recurrentes indican al mismo villano ficticio como la fuente de todos sus videos.
La película original, V/H/S, recibió críticas mixtas, pero fue elogiada por su implementación de la realización de películas de metraje encontrado y sus historias diversas, y fue un éxito financiero. Las dos películas siguientes en la franquicia también recibieron críticas mixtas y no tuvieron tanto éxito en taquilla como la primera. Aunque la segunda película, V/H/S/2, tuvo éxito con los críticos de cine, no recaudó tanto en taquilla como su predecesora. La tercera entrega, V/H/S: Viral, fue mal recibida por la crítica y recaudó aún menos en taquilla que la película anterior. No se han publicado datos financieros para el resto de las películas de la franquicia, pero su recepción crítica ha mejorado. La cuarta película, V/H/S/94, recibió las críticas más positivas de la franquicia. La quinta película, V/H/S/99, obtuvo calificaciones más bajas pero aún en general positivas. La sexta película, V/H/S/85, recibió críticas positivas.
La primera película derivada, Siren, sirve como continuación de uno de los segmentos de la primera película. Recibió en su mayoría críticas positivas. La miniserie titulada V/H/S: Video Horror Shorts, lanzada en Snapchat, recibió elogios por su formato de corta duración y la expansión de la franquicia a nuevos medios. La segunda película derivada, Kids vs. Aliens, también sirvió como continuación de uno de los segmentos de la segunda película. Recibió críticas mixtas.

## Origen
Creada en colaboración entre Brad Miska y varios cineastas, el productor desarrolló el concepto de la premisa general de V/H/S con la productora de terror Roxanne Benjamin, quien dirigía en ese momento el sello de distribución de películas "Bloody Disgusting Selects". Como cofundador de un sitio web temático de terror, Bloody Disgusting, utilizó sus conexiones con directores y guionistas para dar vida a su creación. Miska describió el proceso como un ejercicio de "caída de confianza", con los creativos desarrollando la premisa inicial, que designó como un "marco" de cada película; seguido de los segmentos adicionales que aparecen como las horripilantes cintas de video que los personajes en las secuencias recurrentes descubren. Llamando a la franquicia un proyecto de "llenar el espacio", Miska fomentó la creatividad de los respectivos cineastas, con cada segmento siendo único en estilo y narrativa.
Inspirada en una historia de películas experimentales, la producción de la primera entrega se desarrolló como una posible presentación en el Festival de Cine de Sundance. Con su caótica posproducción, la película se presentó en el último minuto para cumplir con la fecha límite de inscripción del festival. Aunque fue un gran riesgo desde el punto de vista creativo, la película fue aceptada y se estrenó en el Festival de Cine de Sundance de 2012. La película fue recibida de manera positiva por críticos y audiencias, y recibió elogios por su formato cinematográfico y su variedad creativa. The Film Stage declaró que el lanzamiento era "una revitalización en el área de las películas de metraje encontrado... un experimento de terror animado y bien construido", lo que es notable dada la caótica y libre forma de desarrollo de la producción. Tras su lanzamiento y sus posteriores éxitos, se aceleró la producción de una secuela bajo el título provisional de "S-V/H/S", en referencia a las cintas Super VHS desarrolladas en 1987.
Aunque la franquicia está estructurada en formato de antología, personajes y escenas recurrentes, así como un hilo argumental continuo, indican que las fuentes de los videos serán reveladas como la misma amenaza. La película dio inicio a una franquicia, con una serie de secuelas, spin-offs y una miniserie que le siguieron.

## Películas
| Películas       | Fecha de lanzamiento () | Segmento                                                   | Director(es)                                                          | Escritores(es)                                                        | Historia por                                                          | Concepto por                | Productor(es) |
| --------------- | ----------------------- | ---------------------------------------------------------- | --------------------------------------------------------------------- | --------------------------------------------------------------------- | --------------------------------------------------------------------- | --------------------------- | --- |
| V/H/S           | 5 de octubre de 2012    | Tape 56                                                    | Adam Wingard                                                          | Simon Barrett                                                         | Simon Barrett                                                         | Brad Miska                  | Brad Miska, Gary Binkow, Roxanne Benjamin, Simon Barrett and Kim Sherman                                                                                    |
| V/H/S           | 5 de octubre de 2012    | Amateur Night                                              | David Bruckner                                                        | David Bruckner y Nicholas Tecosky                                     | David Bruckner y Nicholas Tecosky                                     | Brad Miska                  | Brad Miska, Gary Binkow, Roxanne Benjamin, Linda Burns and David Bruckner                                                                                   |
| V/H/S           | 5 de octubre de 2012    | Second Honeymoon                                           | Ti West                                                               | Ti West                                                               | Ti West                                                               | Brad Miska                  | Brad Miska, Gary Binkow, Roxanne Benjamin, Peter Phok and Ti West                                                                                           |
| V/H/S           | 5 de octubre de 2012    | Tuesday the 17th                                           | Glenn McQuaid                                                         | Glenn McQuaid                                                         | Glenn McQuaid                                                         | Brad Miska                  | Brad Miska, Gary Binkow, Roxanne Benjamin, Glenn McQuaid, Lee Nussbaum and Alex Kuciw                                                                       |
| V/H/S           | 5 de octubre de 2012    | The Sick Thing That Happened to Emily When She Was Younger | Joe Swanberg                                                          | Simon Barrett                                                         | Simon Barrett                                                         | Brad Miska                  | Brad Miska, Gary Binkow, Roxanne Benjamin, Simon Barrett and Joe Swanberg                                                                                   |
| V/H/S           | 5 de octubre de 2012    | 10/31/98                                                   | Matt Bettinelli-Olpin, Tyler Gillett, Justin Martinez y Chad Villella | Matt Bettinelli-Olpin, Tyler Gillett, Justin Martinez y Chad Villella | Matt Bettinelli-Olpin, Tyler Gillett, Justin Martinez y Chad Villella | Brad Miska                  | Brad Miska, Gary Binkow, Roxanne Benjamin, Matt Bettinelli-Olpin, Tyler Gillett, Justin Martinez y Chad Villella                                            |
| V/H/S/2         | 6 de junio de 2013      | Tape 49                                                    | Simon Barrett                                                         | Simon Barrett                                                         | Simon Barrett                                                         | Brad Miska                  | Brad Miska, Gary Binkow, Roxanne Benjamin and Chris Harding                                                                                                 |
| V/H/S/2         | 6 de junio de 2013      | Phase I Clinical Trials                                    | Adam Wingard                                                          | Simon Barrett                                                         | Simon Barrett                                                         | Brad Miska                  | Brad Miska, Gary Binkow, Roxanne Benjamin and Chris Harding                                                                                                 |
| V/H/S/2         | 6 de junio de 2013      | A Ride in the Park                                         | Edúardo Sanchez y Gregg Hale                                          | Jamie Nash                                                            | Jamie Nash                                                            | Brad Miska                  | Brad Miska, Gary Binkow, Roxanne Benjamin, Kyle D. Crosby and Jamie Nash                                                                                    |
| V/H/S/2         | 6 de junio de 2013      | Safe Haven                                                 | Timo Tjahjanto y Garth Huw Evans                                      | Timo Tjahjanto y Garth Huw Evans                                      | Timo Tjahjanto                                                        | Brad Miska                  | Brad Miska, Gary Binkow, Roxanne Benjamin and Kimo Stanboel                                                                                                 |
| V/H/S/2         | 6 de junio de 2013      | Slumber Party Alien Abduction                              | Jason Eisener                                                         | Jason Eisener & John Davies                                           | Jason Eisener & John Davies                                           | Brad Miska                  | Brad Miska, Gary Binkow, Roxanne Benjamin and Robert Cotterill                                                                                              |
| V/H/S: Viral    | 23 de octubre de 2014   | Vicious Circles                                            | Marcel Sarmiento                                                      | T.J. Cimfel, David White & Marcel Sarmiento                           | T.J. Cimfel, David White & Marcel Sarmiento                           | Brad Miska                  | Brad Miska, Gary Binkow, Adam Hendricks and John Lang |
| V/H/S: Viral    | 23 de octubre de 2014   | Dante the Great                                            | Gregg Bishop                                                          | Gregg Bishop                                                          | Gregg Bishop                                                          | Brad Miska                  | Brad Miska, Gary Binkow, Gregg Bishop, Dan Caudill, Stephen Caudill and Nils Onsager                                                                        |
| V/H/S: Viral    | 23 de octubre de 2014   | Parallel Monsters                                          | Nacho Vigalondo                                                       | Nacho Vigalondo                                                       | Nacho Vigalondo                                                       | Brad Miska                  | Brad Miska, Gary Binkow, Nahikari Ipiña |
| V/H/S: Viral    | 23 de octubre de 2014   | Bonestorm                                                  | Justin Benson y Aaron Moorhead                                        | Justin Benson                                                         | Justin Benson                                                         | Brad Miska                  | Brad Miska, Gary Binkow, David Lawson, Justin Benson, Aaron Moorhead and Theo Brooks                                                                        |
| V/H/S: Viral    | 23 de octubre de 2014   | Gorgeous Vortex                                            | Todd Lincoln                                                          | Todd Lincoln                                                          | Todd Lincoln                                                          | Brad Miska                  | Brad Miska and Gary Binkow |
| SiREN           | 2 de diciembre de 2016  | —                                                          | Gregg Bishop                                                          | Ben Collins y Luke Piotrowski                                         | Ben Collins y Luke Piotrowski                                         | —                           | Brad Miska, Gary Binkow y Jude S. Walko |
| V/H/S/94        | 6 de octubre de 2021    | Holy Hell                                                  | Jennifer Reeder                                                       | Jennifer Reeder                                                       | Jennifer Reeder                                                       | Brad Miska y David Bruckner | Brad Miska, Gary Binkow, David Bruckner, Matt Bettinelli-Olpin, Tyler Gillett, Chad Villella, Josh Goldbloom and Parinda Patel                              |
| V/H/S/94        | 6 de octubre de 2021    | Storm Drain                                                | Chloe Okuno                                                           | Chloe Okuno                                                           | Chloe Okuno                                                           | Brad Miska y David Bruckner | Brad Miska, Gary Binkow, David Bruckner, Matt Bettinelli-Olpin, Tyler Gillett, Chad Villella, Josh Goldbloom and Parinda Patel                              |
| V/H/S/94        | 6 de octubre de 2021    | The Veggie Masher†                                         | Steve Kostanski                                                       | Chloe Okuno                                                           | Chloe Okuno                                                           | Brad Miska y David Bruckner | Brad Miska, Gary Binkow, David Bruckner, Matt Bettinelli-Olpin, Tyler Gillett, Chad Villella, Josh Goldbloom and Parinda Patel                              |
| V/H/S/94        | 6 de octubre de 2021    | The Empty Wake                                             | Simon Barrett                                                         | Simon Barrett                                                         | Simon Barrett                                                         | Brad Miska y David Bruckner | Brad Miska, Gary Binkow, David Bruckner, Matt Bettinelli-Olpin, Tyler Gillett, Chad Villella, Josh Goldbloom and Parinda Patel                              |
| V/H/S/94        | 6 de octubre de 2021    | The Subject                                                | Timo Tjahjanto                                                        | Timo Tjahjanto                                                        | Timo Tjahjanto                                                        | Brad Miska y David Bruckner | Brad Miska, Gary Binkow, David Bruckner, Matt Bettinelli-Olpin, Tyler Gillett, Chad Villella, Josh Goldbloom and Parinda Patel                              |
| V/H/S/94        | 6 de octubre de 2021    | Terror                                                     | Ryan Prows                                                            | Ryan Prows                                                            | Ryan Prows                                                            | Brad Miska y David Bruckner | Brad Miska, Gary Binkow, David Bruckner, Matt Bettinelli-Olpin, Tyler Gillett, Chad Villella, Josh Goldbloom and Parinda Patel                              |
| V/H/S/99        | 20 de octubre de 2022   | Shredding                                                  | Maggie Levin                                                          | Maggie Levin                                                          | Maggie Levin                                                          | Brad Miska y David Bruckner | Brad Miska, David Bruckner, Matt Bettinelli-Olpin, Tyler Gillett, Chad Villella, Josh Goldbloom and James Harris                                            |
| V/H/S/99        | 20 de octubre de 2022   | Suicide Bid                                                | Johannes Roberts                                                      | Johannes Roberts                                                      | Johannes Roberts                                                      | Brad Miska y David Bruckner | Brad Miska, David Bruckner, Matt Bettinelli-Olpin, Tyler Gillett, Chad Villella, Josh Goldbloom and James Harris                                            |
| V/H/S/99        | 20 de octubre de 2022   | Ozzy's Dungeon                                             | Flying Lotus                                                          | Zoe Cooper & Flying Lotus                                             | Zoe Cooper & Flying Lotus                                             | Brad Miska y David Bruckner | Brad Miska, David Bruckner, Matt Bettinelli-Olpin, Tyler Gillett, Chad Villella, Josh Goldbloom and James Harris                                            |
| V/H/S/99        | 20 de octubre de 2022   | The Gawkers                                                | Tyler MacIntyre                                                       | Tyler MacIntyre                                                       | Tyler MacIntyre                                                       | Brad Miska y David Bruckner | Brad Miska, David Bruckner, Matt Bettinelli-Olpin, Tyler Gillett, Chad Villella, Josh Goldbloom, James Harris and John Negropontes                          |
| V/H/S/99        | 20 de octubre de 2022   | To Hell and Back                                           | Vanessa Winter y Joseph Winter                                        | Vanessa Winter y Joseph Winter                                        | Vanessa Winter y Joseph Winter                                        | Brad Miska y David Bruckner | Brad Miska, David Bruckner, Matt Bettinelli-Olpin, Tyler Gillett, Chad Villella, Josh Goldbloom, James Harris, Jared Cook, Joseph Winter and Vanessa Winter |
| Kids vs. Aliens | 20 de enero de 2023     | —                                                          | Jason Eisener                                                         | John Davies & Jason Eisener                                           | John Davies & Jason Eisener                                           | —                           | Brad Miska, Rob Cotterill, Josh Goldbloom, Jason Levangie and Marc Tetreault                                                                                |
| V/H/S/85        | 6 de octubre de 2023    | Total Copy                                                 | David Bruckner                                                        | Evan Dickson                                                          | Evan Dickson                                                          | Brad Miska y David Bruckner | Brad Miska, Josh Goldbloom, David Bruckner, Chad Villella, Matt Bettinelli-Olpin, Tyler Gillett, and James Harris                                           |
| V/H/S/85        | 6 de octubre de 2023    | No Wake                                                    | Mike P. Nelson                                                        | Mike P. Nelson                                                        | Mike P. Nelson                                                        | Brad Miska y David Bruckner | Brad Miska, Josh Goldbloom, David Bruckner, Chad Villella, Matt Bettinelli-Olpin, Tyler Gillett, and James Harris                                           |
| V/H/S/85        | 6 de octubre de 2023    | God of Death                                               | Gigi Saul Guerrero                                                    | Gigi Saul Guerrero                                                    | Gigi Saul Guerrero                                                    | Brad Miska y David Bruckner | Brad Miska, Josh Goldbloom, David Bruckner, Chad Villella, Matt Bettinelli-Olpin, Tyler Gillett, and James Harris                                           |
| V/H/S/85        | 6 de octubre de 2023    | TKNOGD                                                     | Natasha Kermani                                                       | Zoe Cooper                                                            | Zoe Cooper                                                            | Brad Miska y David Bruckner | Brad Miska, Josh Goldbloom, David Bruckner, Chad Villella, Matt Bettinelli-Olpin, Tyler Gillett, and James Harris                                           |
| V/H/S/85        | 6 de octubre de 2023    | Ambrosia                                                   | Mike P. Nelson                                                        | Mike P. Nelson                                                        | Mike P. Nelson                                                        | Brad Miska y David Bruckner | Brad Miska, Josh Goldbloom, David Bruckner, Chad Villella, Matt Bettinelli-Olpin, Tyler Gillett, and James Harris                                           |
| V/H/S/85        | 6 de octubre de 2023    | Dreamkill                                                  | Scott Derrickson                                                      | Scott Derrickson y C. Robert Cargill                                  | Scott Derrickson y C. Robert Cargill                                  | Brad Miska y David Bruckner | Brad Miska, Josh Goldbloom, David Bruckner, Chad Villella, Matt Bettinelli-Olpin, Tyler Gillett, and James Harris                                           |
| V/H/S/Beyond    | 4 de octubre de 2024    | TBA                                                        | —                                                                     | —                                                                     | TBA                                                                   | Brad Miska                  | Brad Miska, Josh Goldbloom y James Harris |

†Este es un fragmento de un comercial falso insertado en medio del segmento "Storm Drain".

### Serie principal

#### V/H/S(2012)
Un grupo de criminales graba sus delitos mientras aceptan un encargo para entrar en una casa y recuperar una cinta VHS específica. A medida que empiezan a buscar, descubren que el dueño de la casa, un hombre anciano, ha fallecido mientras veía una serie de cintas en sus apiladas televisiones. Mientras siguen buscando el video solicitado, cada cinta contiene una secuencia de terror grabada con cámaras de video caseras. Estas grabaciones incluyen: un grupo de amigos que planea conocer a algunas mujeres en un club, pero son brutalmente atacados por una sirena mortal; unas vacaciones de una joven pareja y el letal allanamiento de su habitación de hotel; un grupo de amigos que realiza un viaje por carretera para visitar un área aislada en el bosque y se enfrenta a una entidad asesina no identificada que aparece como errores de seguimiento en su cámara; una videoconferencia en la que una joven contacta a su novio estudiante de medicina sobre un bulto inquieto en su brazo, que resulta ser el resultado de un dispositivo de seguimiento colocado en ella por extraterrestres que realizan experimentos en personas sin su conocimiento; y un grupo de jóvenes que asisten a una fiesta en la noche de Halloween y llegan a la casa equivocada, teniendo que enfrentarse a fenómenos paranormales con poltergeist y a un exorcismo realizado en una mujer por un culto.
Mientras tanto, sin que los ladrones lo sepan, uno por uno comienzan a desaparecer de manera inexplicable después de ver cada cinta. Mientras tanto, el dueño de la casa fallecido comienza a reanimarse y ataca a los supervivientes restantes.

#### V/H/S/2(2013)
Una madre contrata a un investigador privado llamado Larry y a su novia Ayesha para buscar a su hijo de la universidad llamado Kevin, quien ha desaparecido inexplicablemente. Mientras irrumpen en su dormitorio, descubren una pila de cintas VHS en su habitación, junto a una computadora portátil que está en medio de grabar imágenes. Después de ver un fragmento de la grabación de Kevin en su computadora, donde habla sobre la extraña naturaleza de estas cintas y su influencia en el espectador, Ayesha se encarga de ver los videos grabados mientras Larry continúa buscando más pruebas en la casa. Cada cinta incluye una secuencia de horror que involucra a un hombre que obtiene un implante ocular prototipo de su médico y experimenta diversos encuentros con fantasmas; un ciclista que viaja por un parque estatal forestado y se encuentra con una pareja ensangrentada y enferma que resucita después de morir para atacar a todos a su alrededor y convertirlos en zombis; un equipo de documentalistas que visita una secta indonesia para registrar sus misteriosos rituales y se encuentra en medio de un suicidio colectivo, mientras un demonio llega para gobernar a sus adoradores; y un grupo de amigos que graba su fiesta de pijamas y es atacado por una serie de extraterrestres que intentan secuestrar a los jóvenes.
Mientras Ayesha ve los videos, una variedad de cintas que fueron descubiertas por unos ladrones en una casa abandonada, queda hipnotizada antes de enfermarse con un dolor de cabeza migrañoso. Cuando comienza a sangrar por la nariz, Larry busca frenéticamente medicación en la casa. Cuando regresa para ayudarla, ella ha muerto. Otra cinta queda con un mensaje instructivo que dice "mira". Cuando Larry presiona el botón de reproducción en la cinta, un video casero de Kevin y su madre revela que quieren hacer su propia contribución a la serie de videos. Una figura emerge de las sombras, revelando que la desaparición de Kevin tiene más detrás de lo que inicialmente se creía.

#### V/H/S: Viral(2014)
Un videógrafo aficionado llamado Kevin graba continuamente los eventos de su vida, incluyendo imágenes de su novia Iris. Aunque ella se siente halagada por sus cumplidos alentadores y su deseo de documentarlo todo, en algún momento se preocupa por su comportamiento obsesivo. Cuando la pareja comienza a discutir, una noticia muestra que se está llevando a cabo una persecución policial que involucra a un camión de helados y está a punto de pasar frente a su apartamento. Kevin corre afuera para grabar algo de metraje, con la esperanza de crear un video viral en línea, pero se pierde la persecución. Iris sale afuera y camina por la carretera en un estado de trance antes de desaparecer inexplicablemente. Kevin decide perseguir el camión de helados después de recibir imágenes inquietantes y clips de video de una Iris en pánico en su teléfono celular que lo alientan a hacerlo. A medida que continúa su persecución, otros videos e imágenes se descargan en los teléfonos de varias personas, causando que se vuelvan locos y violentos. Se revelan una serie de grabaciones de video responsables del caos. El primer video, intercalado con un documental de investigación que detalla la rápida fama de Dante the Great antes de su desaparición, muestra que el mago se hizo famoso con la ayuda de una capa que perteneció a Harry Houdini, que está alimentada por sacrificios paganos de vidas inocentes a una entidad demoníaca. En el segundo clip de video, un hombre llamado Alfonso desarrolla un dispositivo que abre un portal a una dimensión paralela y cambia de lugar con su duplicado exacto para documentar la nueva realidad, solo para descubrir de manera horrible que la religión principal es el satanismo y que las personas en ese lugar tienen caras demoníacas con colmillos en lugar de genitales. El último video detalla a un grupo de jóvenes aspirantes a skaters que son convencidos de viajar a Tijuana para filmar más acrobacias por un cineasta que tiene la intención de hacer una película snuff. A medida que el grupo se encuentra con un culto en México, son perseguidos por los ritualistas, criaturas monstruosas, esqueletos y una entidad demoníaca.
Mientras Kevin y la policía continúan persiguiendo el camión, los espectadores intentan filmar la persecución, pero caen víctimas de la hipnosis causada por los videos que aparecen en sus dispositivos celulares y la música operática que comienza a sonar. Al ver estas imágenes y quedar en un estado atontado, sus narices comienzan a sangrar y cometen actos violentos. Cuando finalmente llega al camión de helados abandonado, es recibido en su interior por una serie de televisores apilados que muestran un video en vivo de Iris que le instruye a presionar un botón etiquetado como "Subir", donde todos los videos de las cintas VHS, originalmente descubiertas por unos ladrones de poca monta en una casa abandonada, se cargarán en Internet. Aunque inicialmente se niega, citando los actos perturbadores de aquellos que los ven, Iris comienza a mutilarse insistiendo en que complete la solicitud. Decidiendo salvarle la vida, Kevin carga los videos, solo para que el video de su novia continúe burlándose de él. Después de haber completado los deseos de la amenaza desconocida de las dos películas anteriores, sale del camión y descubre que Iris está apoyada contra él y ha estado muerta durante un tiempo. Al sacarle el teléfono de la boca, su nariz comienza a sangrar después de ver la pantalla que muestra los diversos videos. Con el mundo ahora víctima de ver estos clips, miles de personas están cometiendo crímenes horribles, lo que implica que toda esperanza se ha perdido.
Exclusiva para la versión en video casero de la película, una escena poscréditos que no está en estilo de metraje encontrado como el resto de los segmentos de V/H/S, muestra que una operación encubierta está investigando al asesino en serie que quizás sea responsable de los eventos de cada película.

#### V/H/S/94(2021)
En un almacén donde han estado ocurriendo actividades de un culto, un equipo SWAT irrumpe en el edificio en busca de las drogas y del originador de suicidios masivos por parte de sus seguidores. A medida que descubren celdas tipo prisión, con pilas de televisores que reproducen segmentos perturbadores extraídos de varias cintas de VHS. Mientras el equipo busca en cada habitación, comienzan a reproducirse los videos horripilantes, que incluyen: un informe de noticias que detalla la leyenda urbana del criptido conocido como el "Hombre Rata" que vive en las alcantarillas, solo para ser atacado por personas que viven en las alcantarillas y adoran al humanoide, y los llevan hasta él como sacrificio; una grabación de una ceremonia fúnebre celebrada para un hombre que se suicidó, solo para que su cuerpo se reanime y ataque a sus amigos durante una intensa tormenta; un científico loco indonesio que realiza experimentos en sujetos no dispuestos, con la intención de crear una raza de híbridos humano-mecánicos que sirvan como sus tropas bajo su mando al lavarles el cerebro, solo para que uno de sus experimentos se vuelva contra sus otras creaciones para proteger a un grupo de policías que investigan el laboratorio; y un grupo de terroristas domésticos que creen que purificarán a Estados Unidos de sus pecados, utilizando un vampiro para su sangre, que explota bajo la luz del sol con planes de demoler un edificio gubernamental, solo para que el monstruo se libere y los ataque a todos. Se revela que uno de los miembros del equipo en el video forma parte del equipo SWAT que asalta el edificio y que derrotó al vampiro justo antes de ser asesinado.
El resto del equipo SWAT lo ata y lo reprende por suministrar armas de guerra a un grupo extremista. El equipo se cuestiona qué hacer con él, mientras las mujeres del recinto explican que crean videos de tortura animal, canibalismo, actos de violencia perturbadores y otros segmentos horripilantes.

#### V/H/S/99(2022)
En septiembre de 2021, los productores anunciaron que se había comenzado a trabajar en la historia para la próxima entrega, y afirmaron que su aprobación dependía del éxito de V/H/S/94. En abril de 2022, Freddy Rodríguez afirmó en sus perfiles de redes sociales que protagonizaría una película exclusiva de Shudder titulada provisionalmente "V/H/S/85". Rodríguez eliminó más tarde su publicación.
En julio de 2022, se confirmó oficialmente una secuela titulada V/H/S/99. La trama general se centrará, al parecer, en los últimos días de la era analógica y la introducción de los medios DVD, así como en la paranoia en torno al Y2K. La película de antología contará con segmentos dirigidos de forma individual por Johannes Roberts, Vanessa y Joseph Winter, Maggie Levin, Tyler MacIntyre y Steven "Flying Lotus" Ellison. Josh Goldbloom, Brad Miska, David Bruckner, Chad Villella, Matt Bettinelli-Olpin, Tyler Gillett y James Harris serán los productores. El proyecto se desarrolló como una producción conjunta entre Bloody Disgusting, Cinepocalypse Productions, Radio Silence Productions, Studio71 y Shudder Original Films. La película se lanzará exclusivamente en Shudder a través de streaming.
V/H/S/99 se estrenó en el Festival Internacional de Cine de Toronto de 2022 el 16 de septiembre y se lanzó el 20 de octubre de 2022.

#### V/H/S/85(2023)
En abril de 2022, Freddy Rodriguez anunció a través de sus redes sociales que protagonizará una próxima película titulada V/H/S/85. En octubre del mismo año, en la New York Comic Con, el proyecto fue anunciado oficialmente en producción. Ambientada en 1985, las segmentos serán dirigidas por David Bruckner, Scott Derrickson, Gigi Saul Guerrero, Natasha Kermani y Mike P. Nelson, respectivamente; mientras que Josh Goldbloom, Brad Miska, David Bruckner, Chad Villella, Matt Bettinelli-Olpin, Tyler Gillett y James Harris servirán como productores. El proyecto será una producción conjunta entre Bloody Disgusting, Radio Silence Productions, Studio71, Cinepocalypse y Shudder Original Films.
V/H/S/85 tuvo su estreno mundial en el Fantastic Fest el 22 de septiembre de 2023 y se lanzó el 6 de octubre de 2023, exclusivamente a través de Shudder para su transmisión.

#### V/H/S Beyond
En octubre de 2023, durante la New York Comic Con, se anunció que se está desarrollando una séptima entrega de V/H/S. Cada uno de los segmentos de la antología se centrará en la ciencia ficción y está programado tentativamente para su lanzamiento exclusivo en Shudder en 2024. Josh Goldbloom, Brad Miska y James Harris serán los productores. El proyecto será una producción conjunta entre Shudder Original Films, Bloody Disgusting, Cinepocalypse y Studio71.

### Películas derivadas

#### SiREN(2016)
Una adaptación de largometraje y continuación del segmento "Amateur Night" de V/H/S, la trama de la película incluye:
Jonah y sus padrinos de boda planean una noche de desenfreno en el club para su despedida de soltero, una semana antes de su boda. Organizado por su hermano irresponsable Mac y sus mejores amigos, el grupo se encuentra en un club de striptease en mal estado y aburrido. Al ver que Jonah no está contento, Mac se entera de un burdel clandestino. Convence a su hermano para ir, y el grupo conduce durante toda la noche. Al llegar al lugar, todos se sienten inquietos por lo que ven dentro del edificio y entre los clientes. Justo cuando están a punto de irse, el dueño los saluda y les promete una noche que nunca olvidarán, dándoles a cada uno su propia habitación. Como Jonah no quiere tener encuentros sexuales, le dan una habitación con una misteriosa bailarina llamada Lilith, encadenada y detrás de un cristal. Al hablar con ella, está convencido de que es una trabajadora sexual esclavizada y decide liberarla del establecimiento. Trabajando con su hermano y amigos, escapan de los avances de la seguridad y liberan a la mujer.
Mientras se alejan en el auto, comienzan a darse cuenta de que Lilith no es la mujer tímida y frágil que parecía ser, sino que es una aterradora criatura legendaria conocida como un súcubo, que no se detendrá ante nada para reclamar a su presa y tomar posesión de Jonah.

#### Kids vs. Aliens(2022)
Una adaptación de largometraje del segmento "Slumber Party Alien Abduction" de V/H/S/2, dirigida, coescrita y editada por Jason Eisener. El cineasta volvió a servir como director a partir de un guion que coescribió una vez más con John Davies; mientras que Brad Miska, Josh Goldbloom, Jason Levangie, Marc Tetreault y Rob Cotterill sirvieron como productores. La trama es similar al segmento original, ya que detalla los eventos de dos hermanos que deben superar sus diferencias en la noche de Halloween, cuando los alienígenas atacan y sus padres no están en casa.
El proyecto es una empresa conjunta entre Bloody Disgusting, Cinepocalypse Productions, Studio71 y Shudder Original Films. RLJE Films y Shudder sirvieron como distribuidores. Kids vs. Aliens tuvo su estreno en el Fantastic Fest 2022 el 23 de septiembre de 2022. Se lanzó exclusivamente a través de streaming en Shudder el 20 de enero de 2023. Eisener declaró que hay planes tentativos para hacer una secuela.

## Televisión
| Título                     | Fecha de lanzamiento () | Episodio        | Director(es)                  | Guionista(s)                  | Productor(es)                    | Productores ejecutivos                                          |
| -------------------------- | ----------------------- | --------------- | ----------------------------- | ----------------------------- | -------------------------------- | --------------------------------------------------------------- |
| V/H/S: Video Horror Shorts | 28 de octubre de 2018   | Stray Dog       | L.Gustavo Cooper              | Ben Powell                    | David Lawson Jr.                 | Michael Schreiber, Adam Boorstin, Anjuli Hinds y Grant Desimone |
| V/H/S: Video Horror Shorts | 29 de octubre de 2018   | Rearview Window | L.Gustavo Cooper              | Ben Powell                    | David Lawson Jr.                 | Michael Schreiber, Adam Boorstin, Anjuli Hinds y Grant Desimone |
| V/H/S: Video Horror Shorts | 30 de octubre de 2018   | The Nest        | Ben Franklin y Anthony Melton | Ben Franklin y Anthony Melton | Ben Franklin y Anthony Melton    | Michael Schreiber, Adam Boorstin, Anjuli Hinds y Grant Desimone |
| V/H/S: Video Horror Shorts | 31 de octubre de 2018   | First Kiss      | Emily Hagins                  | Emily Hagins                  | Ben Hanks y John Michael Simpson | Michael Schreiber, Adam Boorstin, Anjuli Hinds y Grant Desimone |

Una miniserie de redes sociales distribuida exclusivamente en Snapchat titulada V/H/S: Video Horror Shorts se lanzó el 28 de octubre de 2018. Cada episodio detallaba un segmento diferente, similar a los videos representados dentro de las películas.
- Stray Dog: Casey Gustavo está organizando una fiesta de pijamas con sus amigas Soon y Marta cuando encuentran a un perro callejero afuera al que llaman Drake. Después de convencer a los padres de Casey de que pueden quedárselo, descubren que no le gustan las luces brillantes y se esconde mientras muestra ojos amarillos brillantes. Casey le da un baño, donde de repente la ataca. Soon y Marta revisan a Casey, quien no responde, y proceden a comer todo lo que hay en la nevera. El padre de Casey la revisa, donde muta en una criatura monstruosa que procede a atacar y matar a sus padres y amigos.
- Rearview Window: Mientras su mamá sale a comprar medicamentos para el dolor, Jasmine descansa en el asiento trasero de su automóvil con una pierna rota. Observa a varias personas que pasan y comenta sobre ellas hasta que ve a un hombre secuestrando a una mujer y metiéndola en su furgoneta. Al haber sido vista, Jasmine comienza a entrar en pánico y no está segura si está alucinando debido a su medicación. Finalmente, su madre regresa, pero justo cuando se tranquiliza, se transforma en el secuestrador que bloquea la cámara.
- The Nest: Lily sigue a su hermano Rob y a su nueva novia Jenna al bosque para espiarlos, ya que aparentemente Rob le está siendo infiel. Lily comienza a encontrar cosas extrañas esparcidas por el bosque y se topa con una vivienda hecha de palos. Al entrar, ve a Jenna alimentando a Rob con un líquido negro, afirmando que alguien la está obligando a hacerlo. De repente, extrañas entidades llegan y se llevan a Rob para un supuesto sacrificio. Jenna afirma que él debe ser el último como una forma de evitar convertirse en ellos. Lily de repente se encuentra rodeada de más entidades y es atacada, presumiblemente, por una Jenna ahora transformada.
- First Kiss: En el único corto que no es de metraje encontrado, Drew y Allie se escapan de una fiesta para darse su primer beso. Drew comienza a notar una especie de ser fantasmal que los observa y le impide besarla. Después de escuchar numerosos ruidos y situaciones peligrosas, sale de la habitación para decirles a los demás asistentes a la fiesta que no interfieran. Vuelve a entrar y encuentra a Allie sentada tranquilamente en el borde de la cama. Cuando se inclina para besarla, Allie de repente entra para disculparse y ambos se dan cuenta de que la Allie en la cama es el fantasma que se abalanza sobre Drew.

El formato de corta duración de la serie recibió una recepción positiva y elogios por expandir la premisa de V/H/S hacia nuevas direcciones.

## Reparto y personajes recurrentes
| Personaje       | Película(s)    | Película(s)                                               | Película(s)    | Película(s) | Película(s) | Película(s) | Película(s)    | Película(s)         | Película(s)                 | Televisión                 |
| Personaje       | Serie V/H/S    | Serie V/H/S                                               | Serie V/H/S    | Serie V/H/S | Serie V/H/S | Serie V/H/S | Serie V/H/S    | Películas derivadas | Películas derivadas         | Televisión                 |
| Personaje       | V/H/S          | V/H/S/2                                                   | V/H/S: Viral   | V/H/S/94    | V/H/S/99    | V/H/S/85    | V/H/S Beyond   | SiREN               | Kids vs. Aliens             | V/H/S: Video Horror Shorts |
| --------------- | -------------- | --------------------------------------------------------- | -------------- | ----------- | ----------- | ----------- | -------------- | ------------------- | --------------------------- | -------------------------- |
| Steve           | Simon Barrett  | Simon Barrett                                             |                |             |             |             |                |                     |                             |                            |
| lirio           | Hannah Fierman |                                                           |                |             |             |             |                | Hannah Fierman      |                             |                            |
| Puntilla        | Adam Wingard   |                                                           |                |             |             |             |                |                     |                             |                            |
| Herman          |                | Adam Wingard                                              |                |             |             |             |                |                     |                             |                            |
| Gary            |                | Rylan Logan                                               |                |             |             |             |                |                     | Dominic Mariche             |                            |
| Aliens          |                | Tanar Repchull, Corey Hinchey, Jason Johnson y Liam Logan |                |             |             |             |                |                     | Caleb Allred y Jonni Shreve |                            |
| Blair Redford   |                |                                                           | Ella misma     |             |             |             |                | Ella misma          |                             |                            |
| Dante el grande |                |                                                           | Justin Welborn |             |             |             |                |                     |                             |                            |
| Señor Nyx       |                |                                                           |                |             |             |             | Justin Welborn |                     |                             |                            |

## Detalles adicionales del equipo y la producción
| Película                   | Segmento                                                   | Equipo/Detalles                                      | Equipo/Detalles                                                      | Equipo/Detalles                                | Equipo/Detalles | Equipo/Detalles        | Equipo/Detalles |
| Película                   | Segmento                                                   | Compositor(es)                                       | Fotografía                                                           | Editor(es)                                     | Productora(s) | Distribuidora(s)       | Duración        |
| -------------------------- | ---------------------------------------------------------- | ---------------------------------------------------- | -------------------------------------------------------------------- | ---------------------------------------------- | --- | ---------------------- | --------------- |
| V/H/S                      | Tape 56                                                    | Lucas Clyde                                          | Adam Wingard, Andrew Droz Palermo y Michael J. Wilson                | Adam Wingard                                   | Bloody Disgusting, 8383 Productions, Studio71, The Collective Studios, Wasteland Pictures, Landing Site Productions                                            | Magnet Releasing       | 116 minutos     |
| V/H/S                      | Amateur Night                                              | Dan Dixon y Hilary Yarbrough                         | Victoria K. Warren                                                   | David Bruckner                                 | Bloody Disgusting, 8383 Productions, Studio71, The Collective Studios, Wasteland Pictures, Landing Site Productions                                            | Magnet Releasing       | 116 minutos     |
| V/H/S                      | Second Honeymoon                                           | Graham Reznick                                       | Ti West                                                              | Ti West                                        | Bloody Disgusting, 8383 Productions, Studio71, The Collective Studios, Wasteland Pictures, Landing Site Productions                                            | Magnet Releasing       | 116 minutos     |
| V/H/S                      | Tuesday the 17th                                           | Kevin Duval y Doug Johnson                           | Eric Branco                                                          | Glenn McQuaid                                  | Bloody Disgusting, 8383 Productions, Studio71, The Collective Studios, Wasteland Pictures, Landing Site Productions                                            | Magnet Releasing       | 116 minutos     |
| V/H/S                      | The Sick Thing That Happened to Emily When She Was Younger | Joe Swanberg y Adam Wingard                          | Adam Wingard                                                         | Joe Swanberg                                   | Bloody Disgusting, 8383 Productions, Studio71, The Collective Studios, Wasteland Pictures, Landing Site Productions                                            | Magnet Releasing       | 116 minutos     |
| V/H/S                      | "10/31/98"                                                 | Lucas Clyde                                          | Tyler Gillett y Justin Martinez                                      | Matt Bettinelli-Olpin y Tyler Gillett          | Bloody Disgusting, 8383 Productions, Studio71, The Collective Studios, Wasteland Pictures, Landing Site Productions                                            | Magnet Releasing       | 116 minutos     |
| V/H/S/2                    | Tape 49                                                    | Canaan Triplett                                      | Tarin Anderson                                                       | Adam Wingard y David Geis                      | Bloody Disgusting, 8383 Productions LLC, Studio71, The Collective Studios, Snoot Entertainment, Haxan Films, PictureShow Productions LLC, Yer Dead Productions | Magnet Releasing       | 92 minutos      |
| V/H/S/2                    | Phase I Clinical Trials                                    | Steve Moore                                          | Seamus Tierney                                                       | Adam Wingard                                   | Bloody Disgusting, 8383 Productions LLC, Studio71, The Collective Studios, Snoot Entertainment, Haxan Films, PictureShow Productions LLC, Yer Dead Productions | Magnet Releasing       | 92 minutos      |
| V/H/S/2                    | A Ride in the Park                                         | James Guymon                                         | Stephen Scott                                                        | Eduardo Sánchez y Bob Rose                     | Bloody Disgusting, 8383 Productions LLC, Studio71, The Collective Studios, Snoot Entertainment, Haxan Films, PictureShow Productions LLC, Yer Dead Productions | Magnet Releasing       | 92 minutos      |
| V/H/S/2                    | Safe Haven                                                 | Fajar Yuskemal & Aria Prayogi                        | Abdul Dermawan Habir                                                 | Gareth Huw Evans                               | Bloody Disgusting, 8383 Productions LLC, Studio71, The Collective Studios, Snoot Entertainment, Haxan Films, PictureShow Productions LLC, Yer Dead Productions | Magnet Releasing       | 92 minutos      |
| V/H/S/2                    | Slumber Party Alien Abduction                              | Lucas Clyde                                          | Jeff Wheaton                                                         | Jason Eisener                                  | Bloody Disgusting, 8383 Productions LLC, Studio71, The Collective Studios, Snoot Entertainment, Haxan Films, PictureShow Productions LLC, Yer Dead Productions | Magnet Releasing       | 92 minutos      |
| V/H/S: Viral               | Vicious Circles                                            | Canaan Triplett and Phillip Blackford                | Harris Charalambous                                                  | Phillip Blackford                              | Bloody Disgusting, 8383 Productions LLC, Studio71, The Collective Studios, Crafty Apes, Bishop Studios, Sayaka Producciones SL, AM Films LLC                   | Magnet Releasing       | 81 minutos      |
| V/H/S: Viral               | Dante the Great                                            | Kristopher Carter                                    | George Feucht                                                        | Gregg Bishop y Justin Dombush                  | Bloody Disgusting, 8383 Productions LLC, Studio71, The Collective Studios, Crafty Apes, Bishop Studios, Sayaka Producciones SL, AM Films LLC                   | Magnet Releasing       | 81 minutos      |
| V/H/S: Viral               | Parallel Monsters                                          | Manuel "Anntona" Sánchez                             | Jon D. Domínguez                                                     | Víctor Berlín                                  | Bloody Disgusting, 8383 Productions LLC, Studio71, The Collective Studios, Crafty Apes, Bishop Studios, Sayaka Producciones SL, AM Films LLC                   | Magnet Releasing       | 81 minutos      |
| V/H/S: Viral               | Bonestorm                                                  | Garret Morris                                        | Aaron Moorhead                                                       | Michael Felker, Justin Benson y Aaron Moorhead | Bloody Disgusting, 8383 Productions LLC, Studio71, The Collective Studios, Crafty Apes, Bishop Studios, Sayaka Producciones SL, AM Films LLC                   | Magnet Releasing       | 81 minutos      |
| V/H/S: Viral               | Gorgeous Vortex                                            | Joseph Bishara                                       | Morgan Susser                                                        | Todd Lincoln                                   | Bloody Disgusting, 8383 Productions LLC, Studio71, The Collective Studios, Crafty Apes, Bishop Studios, Sayaka Producciones SL, AM Films LLC                   | Magnet Releasing       | 81 minutos      |
| SiREN                      | SiREN                                                      | Kristopher Carter                                    | George Feucht                                                        | Gregg Bishop                                   | Bloody Disgusting, Studio71, The Collective Studios, Big Picture Casting, Blue Falcon Productions, Chiller Films, Digital Bytes, G2                            | Universal Pictures     | 82 minutos      |
| V/H/S: Video Horror Shorts | Stray Dog                                                  | Jeremy William Smith                                 | William Sampson                                                      | Billy Gaggins y L. Gustavo Cooper              | Studio 71, Indigo Development y Entertainment Arts, Snapchat Originals                                                                                         | Snapchat               | 16 minutos      |
| V/H/S: Video Horror Shorts | Rearview Window                                            | Jeremy William Smith                                 | William Sampson                                                      | Billy Gaggins y L. Gustavo Cooper              | Studio 71, Indigo Development y Entertainment Arts, Snapchat Originals                                                                                         | Snapchat               | 16 minutos      |
| V/H/S: Video Horror Shorts | The Nest                                                   | Jeremy William Smith                                 | Jonny Franklin                                                       | Ben Franklin y Anthony Melton                  | Studio 71, Indigo Development y Entertainment Arts, Snapchat Originals                                                                                         | Snapchat               | 16 minutos      |
| V/H/S: Video Horror Shorts | First Kiss                                                 | Jeremy William Smith                                 | Dustin Supencheck                                                    | Paul Ganfernsman                               | Studio 71, Indigo Development y Entertainment Arts, Snapchat Originals                                                                                         | Snapchat               | 16 minutos      |
| V/H/S/94                   | Holy Hell                                                  | Greg Anderson                                        | Andrew Appelle                                                       | Thom Newell y James Vandewater                 | Bloody Disgusting, Radio Silence Productions, Cinepocalypse Productions, Studio71, Raven Banner Entertainment, Shudder Original Films                          | Shudder                | 103 minutos     |
| V/H/S/94                   | Storm Drain                                                | Greg Anderson                                        | Andrew Appelle                                                       | Thom Newell y James Vandewater                 | Bloody Disgusting, Radio Silence Productions, Cinepocalypse Productions, Studio71, Raven Banner Entertainment, Shudder Original Films                          | Shudder                | 103 minutos     |
| V/H/S/94                   | The Veggie Masher                                          | Greg Anderson                                        | Andrew Appelle                                                       | Thom Newell y James Vandewater                 | Bloody Disgusting, Radio Silence Productions, Cinepocalypse Productions, Studio71, Raven Banner Entertainment, Shudder Original Films                          | Shudder                | 103 minutos     |
| V/H/S/94                   | The Empty Wake                                             | Greg Anderson                                        | Andrew Appelle                                                       | Thom Newell y James Vandewater                 | Bloody Disgusting, Radio Silence Productions, Cinepocalypse Productions, Studio71, Raven Banner Entertainment, Shudder Original Films                          | Shudder                | 103 minutos     |
| V/H/S/94                   | The Subject                                                | Greg Anderson                                        | Andrew Appelle                                                       | Thom Newell y James Vandewater                 | Bloody Disgusting, Radio Silence Productions, Cinepocalypse Productions, Studio71, Raven Banner Entertainment, Shudder Original Films                          | Shudder                | 103 minutos     |
| V/H/S/94                   | Terror                                                     | Greg Anderson                                        | Benjamin Kitchens                                                    | Brett W. Bachman                               | Bloody Disgusting, Radio Silence Productions, Cinepocalypse Productions, Studio71, Raven Banner Entertainment, Shudder Original Films                          | Shudder                | 103 minutos     |
| V/H/S/99                   | Shredding                                                  | Keeley Bumford Dresage                               | Alex Choonoo                                                         | Andy Holton                                    | Bloody Disgusting, Radio Silence Productions, Cinepocalypse Productions, Studio71, Shudder Original Films, Cook Filmworks, Winterspectre Entertainment         | Shudder                | 109 minutos     |
| V/H/S/99                   | Suicide Bid                                                | Stick Men                                            | Alexander Chinnici                                                   | Thom Newell                                    | Bloody Disgusting, Radio Silence Productions, Cinepocalypse Productions, Studio71, Shudder Original Films, Cook Filmworks, Winterspectre Entertainment         | Shudder                | 109 minutos     |
| V/H/S/99                   | Ozzy's Dungeon                                             | Flying Lotus                                         | Benjamin Kitchens                                                    | Thom Newell                                    | Bloody Disgusting, Radio Silence Productions, Cinepocalypse Productions, Studio71, Shudder Original Films, Cook Filmworks, Winterspectre Entertainment         | Shudder                | 109 minutos     |
| V/H/S/99                   | The Gawkers                                                | Oren Hadar y Russell L. Howard III                   | Nicholas Piatnik                                                     | Tyler MacIntyre                                | Bloody Disgusting, Radio Silence Productions, Cinepocalypse Productions, Studio71, Shudder Original Films, Cook Filmworks, Winterspectre Entertainment         | Shudder                | 109 minutos     |
| V/H/S/99                   | To Hell and Back                                           | Matthew Wayne Hutchinson Wilhelm Richard Wagner      | Jared Cook                                                           | Joseph Winter y Vanessa Winter                 | Bloody Disgusting, Radio Silence Productions, Cinepocalypse Productions, Studio71, Shudder Original Films, Cook Filmworks, Winterspectre Entertainment         | Shudder                | 109 minutos     |
| Kids vs. Aliens            | Kids vs. Aliens                                            | Andrew Gordon Macpherson                             | Mat Barkley                                                          | Jason Eisener                                  | Bloody Disgusting, Yer Dead Productions, Shut Up & Colour Pictures, Cinepocalypse Productions, Studio71, Shudder Original Films                                | Shudder and RLJE Films | 75 minutos      |
| V/H/S/85                   | Total Copy                                                 | Atticus Derrickson, Stephen Lukach, Jeremy Zuckerman | Luke Bramley, Alexander Chinnici, Nick Junkersfeld, Brett Jutkiewicz | Thom Newell                                    | Bloody Disgusting, Radio Silence Productions, Cinepocalypse Productions, Studio71, Shudder Original Films                                                      | Shudder                | 111 minutos     |
| V/H/S/85                   | No Wake                                                    | Atticus Derrickson, Stephen Lukach, Jeremy Zuckerman | Luke Bramley, Alexander Chinnici, Nick Junkersfeld, Brett Jutkiewicz | Mike P. Nelson                                 | Bloody Disgusting, Radio Silence Productions, Cinepocalypse Productions, Studio71, Shudder Original Films                                                      | Shudder                | 111 minutos     |
| V/H/S/85                   | God of Death                                               | Blake Matthew                                        | Luke Bramley, Alexander Chinnici, Nick Junkersfeld, Brett Jutkiewicz | Gigi Saul Guerrero                             | Bloody Disgusting, Radio Silence Productions, Cinepocalypse Productions, Studio71, Shudder Original Films                                                      | Shudder                | 111 minutos     |
| V/H/S/85                   | TKNOGD                                                     | Atticus Derrickson, Stephen Lukach, Jeremy Zuckerman | Luke Bramley, Alexander Chinnici, Nick Junkersfeld, Brett Jutkiewicz | —                                              | Bloody Disgusting, Radio Silence Productions, Cinepocalypse Productions, Studio71, Shudder Original Films                                                      | Shudder                | 111 minutos     |
| V/H/S/85                   | Dreamkill                                                  | Atticus Derrickson, Stephen Lukach, Jeremy Zuckerman | Luke Bramley, Alexander Chinnici, Nick Junkersfeld, Brett Jutkiewicz | Andy Holton                                    | Bloody Disgusting, Radio Silence Productions, Cinepocalypse Productions, Studio71, Shudder Original Films                                                      | Shudder                | 111 minutos     |
| V/H/S Beyond (2024)        | TBA                                                        | TBA                                                  | TBA                                                                  | TBA                                            | Bloody Disgusting, Cinepocalypse, Studio71, Shudder Original Films                                                                                             | Shudder                | TBA             |

## Recepción

### Rendimiento de taquilla
| Película        | Taquilla bruta                    | Taquilla bruta                    | Taquilla bruta                    | Ref.   |
| Película        | América del norte                 | Otros territorios                 | Mundial                           | Ref.   |
| --------------- | --------------------------------- | --------------------------------- | --------------------------------- | ------ |
| V/H/S           | $100,345                          | $1,843,942                        | $1,944,287                        | [ 39 ] |
| V/H/S/2         | $21,833                           | $783,741                          | $805,574                          | [ 40 ] |
| V/H/S: Virales  | $2,756                            | $79,653                           | $82,409                           | [ 41 ] |
| SiREN           | Información publica no disponible | Información publica no disponible | Información publica no disponible | [ 42 ] |
| V/H/S/94        | —                                 | —                                 | —                                 | [ 43 ] |
| V/H/S/99        | —                                 | —                                 | —                                 | [ 44 ] |
| Kids vs. Aliens | —                                 | —                                 | —                                 | [ 45 ] |
| V/H/S/85        | —                                 | —                                 | —                                 | [ 46 ] |
| Totales         | $124,934                          | $2,707,336                        | $2,832,270                        |        |

### Respuesta crítica y pública
| Película                   | Tomates podridos  | metacrítico         |
| -------------------------- | ----------------- | ------------------- |
| V/H/S                      | 56% (106 reseñas) | 54/100 (22 reseñas) |
| V/H/S/2                    | 70% (67 reseñas)  | 49/100 (21 reseñas) |
| V/H/S: Viral               | 33% (33 reseñas)  | 38/100 (12 reseñas) |
| Sirena                     | 65% (20 reseñas)  | 54/100 (9 reseñas)  |
| V/H/S: Video Horror Shorts | —                 | —                   |
| V/H/S/94                   | 91% (64 reseñas)  | 63/100 (9 reseñas)  |
| V/H/S/99                   | 77% (53 reseñas)  | 58/100 (12 reseñas) |
| Kids vs. Aliens            | 56% (39 reseñas)  | 51/100 (8 reseñas)  |
| V/H/S/85                   | 76% (29 reseñas)  | 53/100 (5 reseñas)  |
| V/H/S Beyond (2024)        | Por determinar    | Por determinar      |